# Super League III/Ergebnisse
Diese Liste enthält die Ergebnisse der regulären Saison der Super League III. Die reguläre Saison der Super League III startete am 3. April und endete am 27. September. Sie umfasste 23 Runden.

## Runde 1
| 3. April | Huddersfield Giants | 6 : 38 | Bradford Bulls | Alfred McAlpine Stadium, Huddersfield Zuschauer: 12.417 Schiedsrichter: Robert Connolly |
| 3. April | Bericht             |        |                | Alfred McAlpine Stadium, Huddersfield Zuschauer: 12.417 Schiedsrichter: Robert Connolly |

| 5. April | Leeds Rhinos   | 30 : 8 | Warrington Wolves | Headingley Carnegie Stadium, Leeds Zuschauer: 9.897 Schiedsrichter: Steve Presley |
| 5. April | (14:2) Bericht |        |                   | Headingley Carnegie Stadium, Leeds Zuschauer: 9.897 Schiedsrichter: Steve Presley |

| 5. April | London Broncos | 6 : 32 | Halifax Blue Sox | The Stoop, London Zuschauer: 3.400 Schiedsrichter: Russell Smith |
| 5. April | Bericht        |        |                  | The Stoop, London Zuschauer: 3.400 Schiedsrichter: Russell Smith |

| 5. April | Salford Reds | 14 : 18 | St Helens | The Willows, Salford Zuschauer: 7.337 Schiedsrichter: John Connolly |
| 5. April | Bericht      |         |           | The Willows, Salford Zuschauer: 7.337 Schiedsrichter: John Connolly |

| 5. April | Sheffield Eagles | 24 : 34 | Hull Sharks | Don Valley Stadium, Sheffield Zuschauer: 5.200 Schiedsrichter: Karl Kirkpatrick |
| 5. April | Bericht          |         |             | Don Valley Stadium, Sheffield Zuschauer: 5.200 Schiedsrichter: Karl Kirkpatrick |

| 5. April | Wigan Warriors | 18 : 4 | Castleford Tigers | Central Park, Wigan Zuschauer: 10.920 Schiedsrichter: Stuart Cummings |
| 5. April | (6:4) Bericht  |        |                   | Central Park, Wigan Zuschauer: 10.920 Schiedsrichter: Stuart Cummings |

## Runde 2
| 10. April | Castleford Tigers | 19 : 6 | Sheffield Eagles | Wheldon Road, Castleford Zuschauer: 5.248 Schiedsrichter: Colin Morris |
| 10. April | Bericht           |        |                  | Wheldon Road, Castleford Zuschauer: 5.248 Schiedsrichter: Colin Morris |

| 10. April | Halifax Blue Sox | 30 : 6 | Huddersfield Giants | The Shay, Halifax Zuschauer: 6.392 Schiedsrichter: Karl Kirkpatrick |
| 10. April | Bericht          |        |                     | The Shay, Halifax Zuschauer: 6.392 Schiedsrichter: Karl Kirkpatrick |

| 10. April | Hull Sharks | 6 : 4 | London Broncos | The Boulevard, Hull Zuschauer: 6.386 Schiedsrichter: Steve Presley |
| 10. April | Bericht     |       |                | The Boulevard, Hull Zuschauer: 6.386 Schiedsrichter: Steve Presley |

| 10. April | St Helens      | 18 : 38 | Wigan Warriors | Knowsley Road, St Helens Zuschauer: 11.414 Schiedsrichter: Russell Smith |
| 10. April | (6:18) Bericht |         |                | Knowsley Road, St Helens Zuschauer: 11.414 Schiedsrichter: Russell Smith |

| 10. April | Warrington Wolves | 4 : 37 | Salford Reds | Wilderspool Stadium, Warrington Zuschauer: 5.567 Schiedsrichter: Robert Connolly |
| 10. April | Bericht           |        |              | Wilderspool Stadium, Warrington Zuschauer: 5.567 Schiedsrichter: Robert Connolly |

| 12. April | Bradford Bulls | 6 : 26 | Leeds Rhinos | Odsal Stadium, Bradford Zuschauer: 19.188 Schiedsrichter: Stuart Cummings |
| 12. April | (2:14) Bericht |        |              | Odsal Stadium, Bradford Zuschauer: 19.188 Schiedsrichter: Stuart Cummings |

## Runde 3
| 17. April | Leeds Rhinos | 20 : 10 | Castleford Tigers | Headingley Carnegie Stadium, Leeds Zuschauer: 13.120 Schiedsrichter: Stuart Cummings |
| 17. April | Bericht      |         |                   | Headingley Carnegie Stadium, Leeds Zuschauer: 13.120 Schiedsrichter: Stuart Cummings |

| 17. April | Sheffield Eagles | 4 : 11 | Bradford Bulls | Don Valley Stadium, Sheffield Zuschauer: 6.200 Schiedsrichter: Russell Smith |
| 17. April | (4:6) Bericht    |        |                | Don Valley Stadium, Sheffield Zuschauer: 6.200 Schiedsrichter: Russell Smith |

| 19. April | Huddersfield Giants | 24 : 26 | St Helens | Alfred McAlpine Stadium, Huddersfield Zuschauer: 4.946 Schiedsrichter: Steve Presley |
| 19. April | (14:16) Bericht     |         |           | Alfred McAlpine Stadium, Huddersfield Zuschauer: 4.946 Schiedsrichter: Steve Presley |

| 19. April | London Broncos | 14 : 4 | Warrington Wolves | The Stoop, London Zuschauer: 3.728 Schiedsrichter: John Connolly |
| 19. April | (6:0) Bericht  |        |                   | The Stoop, London Zuschauer: 3.728 Schiedsrichter: John Connolly |

| 19. April | Salford Reds | 12 : 4 | Hull Sharks | The Willows, Salford Zuschauer: 5.227 Schiedsrichter: Colin Morris |
| 19. April | Bericht      |        |             | The Willows, Salford Zuschauer: 5.227 Schiedsrichter: Colin Morris |

| 19. April | Wigan Warriors | 40 : 6 | Halifax Blue Sox | Central Park, Wigan Zuschauer: 12.841 Schiedsrichter: Steve Ganson |
| 19. April | Bericht        |        |                  | Central Park, Wigan Zuschauer: 12.841 Schiedsrichter: Steve Ganson |

## Runde 4
| 24. April | Leeds Rhinos  | 31 : 12 | Salford Reds | Headingley Carnegie Stadium, Leeds Zuschauer: 10.288 Schiedsrichter: John Connolly |
| 24. April | (6:6) Bericht |         |              | Headingley Carnegie Stadium, Leeds Zuschauer: 10.288 Schiedsrichter: John Connolly |

| 26. April | Halifax Blue Sox | 29 : 16 | Castleford Tigers | The Shay, Halifax Zuschauer: 5.172 Schiedsrichter: Karl Kirkpatrick |
| 26. April | Bericht          |         |                   | The Shay, Halifax Zuschauer: 5.172 Schiedsrichter: Karl Kirkpatrick |

| 26. April | Huddersfield Giants | 18 : 48 | Sheffield Eagles | Alfred McAlpine Stadium, Huddersfield Zuschauer: 3.743 Schiedsrichter: Steve Ganson |
| 26. April | Bericht             |         |                  | Alfred McAlpine Stadium, Huddersfield Zuschauer: 3.743 Schiedsrichter: Steve Ganson |

| 26. April | Hull Sharks | 24 : 26 | Bradford Bulls | The Boulevard, Hull Zuschauer: 9.447 Schiedsrichter: Stuart Cummings |
| 26. April | Bericht     |         |                | The Boulevard, Hull Zuschauer: 9.447 Schiedsrichter: Stuart Cummings |

| 26. April | St Helens | 36 : 14 | Warrington Wolves | Anfield, Liverpool Zuschauer: 10.058 Schiedsrichter: Robert Connolly |
| 26. April | Bericht   |         |                   | Anfield, Liverpool Zuschauer: 10.058 Schiedsrichter: Robert Connolly |

| 26. April | Wigan Warriors | 24 : 10 | London Broncos | Central Park, Wigan Zuschauer: 9.233 Schiedsrichter: Steve Presley |
| 26. April | (2:0) Bericht  |         |                | Central Park, Wigan Zuschauer: 9.233 Schiedsrichter: Steve Presley |

## Runde 5
| 8. Mai | London Broncos | 13 : 14 | Leeds Rhinos | The Stoop, London Zuschauer: 4.516 Schiedsrichter: John Connolly |
| 8. Mai | Bericht        |         |              | The Stoop, London Zuschauer: 4.516 Schiedsrichter: John Connolly |

| 9. Mai | Sheffield Eagles | 6 : 36 | Wigan Warriors | Don Valley Stadium, Sheffield Zuschauer: 8.346 Schiedsrichter: Steve Presley |
| 9. Mai | Bericht          |        |                | Don Valley Stadium, Sheffield Zuschauer: 8.346 Schiedsrichter: Steve Presley |

| 10. Mai | Bradford Bulls | 18 : 4 | St Helens | Odsal Stadium, Bradford Zuschauer: 14.091 Schiedsrichter: Russell Smith |
| 10. Mai | Bericht        |        |           | Odsal Stadium, Bradford Zuschauer: 14.091 Schiedsrichter: Russell Smith |

| 10. Mai | Castleford Tigers | 31 : 18 | Hull Sharks | Wheldon Road, Castleford Zuschauer: 7.722 Schiedsrichter: Steve Ganson |
| 10. Mai | Bericht           |         |             | Wheldon Road, Castleford Zuschauer: 7.722 Schiedsrichter: Steve Ganson |

| 10. Mai | Salford Reds | 40 : 6 | Huddersfield Giants | The Willows, Salford Zuschauer: 4.195 Schiedsrichter: Karl Kirkpatrick |
| 10. Mai | Bericht      |        |                     | The Willows, Salford Zuschauer: 4.195 Schiedsrichter: Karl Kirkpatrick |

| 10. Mai | Warrington Wolves | 31 : 20 | Halifax Blue Sox | Wilderspool Stadium, Warrington Zuschauer: 4.790 Schiedsrichter: Colin Morris |
| 10. Mai | Bericht           |         |                  | Wilderspool Stadium, Warrington Zuschauer: 4.790 Schiedsrichter: Colin Morris |

## Runde 6
| 15. Mai | Leeds Rhinos | 16 : 8 | Wigan Warriors | Headingley Carnegie Stadium, Leeds Zuschauer: 18.000 Schiedsrichter: Russell Smith |
| 15. Mai | Bericht      |        |                | Headingley Carnegie Stadium, Leeds Zuschauer: 18.000 Schiedsrichter: Russell Smith |

| 17. Mai | Bradford Bulls | 16 : 21 | Halifax Blue Sox | Odsal Stadium, Bradford Zuschauer: 16.337 Schiedsrichter: Stuart Cummings |
| 17. Mai | Bericht        |         |                  | Odsal Stadium, Bradford Zuschauer: 16.337 Schiedsrichter: Stuart Cummings |

| 17. Mai | Huddersfield Giants | 20 : 28 | London Broncos | Alfred McAlpine Stadium, Huddersfield Zuschauer: 4.498 Schiedsrichter: Steve Nicholson |
| 17. Mai | Bericht             |         |                | Alfred McAlpine Stadium, Huddersfield Zuschauer: 4.498 Schiedsrichter: Steve Nicholson |

| 17. Mai | St Helens | 28 : 18 | Hull Sharks | Knowsley Road, St Helens Zuschauer: 7.396 Schiedsrichter: Karl Kirkpatrick |
| 17. Mai | Bericht   |         |             | Knowsley Road, St Helens Zuschauer: 7.396 Schiedsrichter: Karl Kirkpatrick |

| 17. Mai | Salford Reds | 8 : 28 | Sheffield Eagles | The Willows, Salford Zuschauer: 3.752 Schiedsrichter: Steve Ganson |
| 17. Mai | Bericht      |        |                  | The Willows, Salford Zuschauer: 3.752 Schiedsrichter: Steve Ganson |

| 17. Mai | Warrington Wolves | 33 : 18 | Castleford Tigers | Wilderspool Stadium, Warrington Zuschauer: 4.918 Schiedsrichter: John Connolly |
| 17. Mai | Bericht           |         |                   | Wilderspool Stadium, Warrington Zuschauer: 4.918 Schiedsrichter: John Connolly |

## Runde 7
| 22. Mai | Castleford Tigers | 10 : 52 | Bradford Bulls | Wheldon Road, Castleford Zuschauer: 8.043 Schiedsrichter: John Connolly |
| 22. Mai | Bericht           |         |                | Wheldon Road, Castleford Zuschauer: 8.043 Schiedsrichter: John Connolly |

| 22. Mai | Wigan Warriors | 46 : 0 | Huddersfield Giants | Central Park, Wigan Zuschauer: 8.966 Schiedsrichter: Karl Kirkpatrick |
| 22. Mai | Bericht        |        |                     | Central Park, Wigan Zuschauer: 8.966 Schiedsrichter: Karl Kirkpatrick |

| 23. Mai | Sheffield Eagles | 23 : 24 | Leeds Rhinos | Don Valley Stadium, Sheffield Zuschauer: 8.000 Schiedsrichter: Stuart Cummings |
| 23. Mai | Bericht          |         |              | Don Valley Stadium, Sheffield Zuschauer: 8.000 Schiedsrichter: Stuart Cummings |

| 24. Mai | Halifax Blue Sox | 16 : 10 | St Helens | The Shay, Halifax Zuschauer: 6.760 Schiedsrichter: Robert Connolly |
| 24. Mai | Bericht          |         |           | The Shay, Halifax Zuschauer: 6.760 Schiedsrichter: Robert Connolly |

| 24. Mai | London Broncos | 21 : 12 | Salford Reds | The Stoop, London Zuschauer: 2.750 Schiedsrichter: Steve Ganson |
| 24. Mai | Bericht        |         |              | The Stoop, London Zuschauer: 2.750 Schiedsrichter: Steve Ganson |

| 25. Mai | Hull Sharks | 28 : 32 | Warrington Wolves | The Boulevard, Hull Zuschauer: 5.157 Schiedsrichter: Steve Presley |
| 25. Mai | Bericht     |         |                   | The Boulevard, Hull Zuschauer: 5.157 Schiedsrichter: Steve Presley |

## Runde 8
| 29. Mai | Bradford Bulls | 17 : 14 | London Broncos | Odsal Stadium, Bradford Zuschauer: 11.893 Schiedsrichter: Steve Presley |
| 29. Mai | Bericht        |         |                | Odsal Stadium, Bradford Zuschauer: 11.893 Schiedsrichter: Steve Presley |

| 30. Mai | Sheffield Eagles | 22 : 28 | Halifax Blue Sox | Don Valley Stadium, Sheffield Zuschauer: 6.000 Schiedsrichter: Steve Ganson |
| 30. Mai | Bericht          |         |                  | Don Valley Stadium, Sheffield Zuschauer: 6.000 Schiedsrichter: Steve Ganson |

| 31. Mai | Huddersfield Giants | 28 : 6 | Warrington Wolves | Alfred McAlpine Stadium, Huddersfield Zuschauer: 4.127 Schiedsrichter: John Connolly |
| 31. Mai | Bericht             |        |                   | Alfred McAlpine Stadium, Huddersfield Zuschauer: 4.127 Schiedsrichter: John Connolly |

| 31. Mai | Hull Sharks | 16 : 38 | Wigan Warriors | The Boulevard, Hull Zuschauer: 6.998 Schiedsrichter: Russell Smith |
| 31. Mai | Bericht     |         |                | The Boulevard, Hull Zuschauer: 6.998 Schiedsrichter: Russell Smith |

| 31. Mai | St Helens | 18 : 31 | Leeds Rhinos | Knowsley Road, St Helens Zuschauer: 7.825 Schiedsrichter: Stuart Cummings |
| 31. Mai | Bericht   |         |              | Knowsley Road, St Helens Zuschauer: 7.825 Schiedsrichter: Stuart Cummings |

| 31. Mai | Salford Reds | 8 : 18 | Castleford Tigers | The Willows, Salford Zuschauer: 4.143 Schiedsrichter: Colin Morris |
| 31. Mai | Bericht      |        |                   | The Willows, Salford Zuschauer: 4.143 Schiedsrichter: Colin Morris |

## Runde 9
| 5. Juni | Halifax Blue Sox | 30 : 16 | Hull Sharks | The Shay, Halifax Zuschauer: 5.198 Schiedsrichter: Steve Ganson |
| 5. Juni | Bericht          |         |             | The Shay, Halifax Zuschauer: 5.198 Schiedsrichter: Steve Ganson |

| 5. Juni | Leeds Rhinos | 54 : 4 | Huddersfield Giants | Headingley Carnegie Stadium, Leeds Zuschauer: 13.144 Schiedsrichter: John Connolly |
| 5. Juni | Bericht      |        |                     | Headingley Carnegie Stadium, Leeds Zuschauer: 13.144 Schiedsrichter: John Connolly |

| 7. Juni | Castleford Tigers | 12 : 34 | St Helens | Wheldon Road, Castleford Zuschauer: 7.192 Schiedsrichter: Robert Connolly |
| 7. Juni | Bericht           |         |           | Wheldon Road, Castleford Zuschauer: 7.192 Schiedsrichter: Robert Connolly |

| 7. Juni | London Broncos | 26 : 22 | Sheffield Eagles | The Stoop, London Zuschauer: 2.581 Schiedsrichter: Karl Kirkpatrick |
| 7. Juni | Bericht        |         |                  | The Stoop, London Zuschauer: 2.581 Schiedsrichter: Karl Kirkpatrick |

| 7. Juni | Warrington Wolves | 28 : 10 | Bradford Bulls | Wilderspool Stadium, Warrington Zuschauer: 6.054 Schiedsrichter: Russell Smith |
| 7. Juni | Bericht           |         |                | Wilderspool Stadium, Warrington Zuschauer: 6.054 Schiedsrichter: Russell Smith |

| 7. Juni | Wigan Warriors | 34 : 6 | Salford Reds | Central Park, Wigan Zuschauer: 10.075 Schiedsrichter: Stuart Cummings |
| 7. Juni | Bericht        |        |              | Central Park, Wigan Zuschauer: 10.075 Schiedsrichter: Stuart Cummings |

## Runde 10
| 12. Juni | Bradford Bulls | 12 : 28 | Wigan Warriors | Odsal Stadium, Bradford Zuschauer: 14.103 Schiedsrichter: Stuart Cummings |
| 12. Juni | Bericht        |         |                | Odsal Stadium, Bradford Zuschauer: 14.103 Schiedsrichter: Stuart Cummings |

| 14. Juni | Castleford Tigers | 10 : 16 | Huddersfield Giants | Wheldon Road, Castleford Zuschauer: 5.306 Schiedsrichter: Steve Ganson |
| 14. Juni | Bericht           |         |                     | Wheldon Road, Castleford Zuschauer: 5.306 Schiedsrichter: Steve Ganson |

| 14. Juni | Halifax Blue Sox | 34 : 6 | Salford Reds | The Shay, Halifax Zuschauer: 5.218 Schiedsrichter: Russell Smith |
| 14. Juni | Bericht          |        |              | The Shay, Halifax Zuschauer: 5.218 Schiedsrichter: Russell Smith |

| 14. Juni | Hull Sharks | 22 : 10 | Leeds Rhinos | The Boulevard, Hull Zuschauer: 7.189 Schiedsrichter: Robert Connolly |
| 14. Juni | Bericht     |         |              | The Boulevard, Hull Zuschauer: 7.189 Schiedsrichter: Robert Connolly |

| 14. Juni | St Helens | 58 : 6 | London Broncos | Knowsley Road, St Helens Zuschauer: 5.631 Schiedsrichter: John Connolly |
| 14. Juni | Bericht   |        |                | Knowsley Road, St Helens Zuschauer: 5.631 Schiedsrichter: John Connolly |

| 14. Juni | Warrington Wolves | 18 : 18 | Sheffield Eagles | Wilderspool Stadium, Warrington Zuschauer: 5.220 Schiedsrichter: Steve Presley |
| 14. Juni | Bericht           |         |                  | Wilderspool Stadium, Warrington Zuschauer: 5.220 Schiedsrichter: Steve Presley |

## Runde 11
| 19. Juni | Leeds Rhinos | 35 : 18 | Halifax Blue Sox | Headingley Carnegie Stadium, Leeds Zuschauer: 12.192 Schiedsrichter: John Connolly |
| 19. Juni | Bericht      |         |                  | Headingley Carnegie Stadium, Leeds Zuschauer: 12.192 Schiedsrichter: John Connolly |

| 20. Juni | Sheffield Eagles | 18 : 17 | St Helens | Don Valley Stadium, Sheffield Zuschauer: 3.000 Schiedsrichter: Steve Presley |
| 20. Juni | Bericht          |         |           | Don Valley Stadium, Sheffield Zuschauer: 3.000 Schiedsrichter: Steve Presley |

| 21. Juni | Huddersfield Giants | 14 : 20 | Hull Sharks | Alfred McAlpine Stadium, Huddersfield Zuschauer: 4.251 Schiedsrichter: Robert Connolly |
| 21. Juni | Bericht             |         |             | Alfred McAlpine Stadium, Huddersfield Zuschauer: 4.251 Schiedsrichter: Robert Connolly |

| 21. Juni | London Broncos | 16 : 36 | Castleford Tigers | The Stoop, London Zuschauer: 2.500 Schiedsrichter: Colin Morris |
| 21. Juni | Bericht        |         |                   | The Stoop, London Zuschauer: 2.500 Schiedsrichter: Colin Morris |

| 21. Juni | Salford Reds | 11 : 10 | Bradford Bulls | The Willows, Salford Zuschauer: 6.319 Schiedsrichter: Karl Kirkpatrick |
| 21. Juni | Bericht      |         |                | The Willows, Salford Zuschauer: 6.319 Schiedsrichter: Karl Kirkpatrick |

| 21. Juni | Wigan Warriors | 56 : 8 | Warrington Wolves | Central Park, Wigan Zuschauer: 10.149 Schiedsrichter: Russell Smith |
| 21. Juni | Bericht        |        |                   | Central Park, Wigan Zuschauer: 10.149 Schiedsrichter: Russell Smith |

## Runde 12
| 27. Juni | Halifax Blue Sox | 34 : 14 | London Broncos | The Shay, Halifax Zuschauer: 4.443 Schiedsrichter: Robert Connolly |
| 27. Juni | Bericht          |         |                | The Shay, Halifax Zuschauer: 4.443 Schiedsrichter: Robert Connolly |

| 28. Juni | Bradford Bulls | 36 : 10 | Huddersfield Giants | Odsal Stadium, Bradford Zuschauer: 12.024 Schiedsrichter: Steve Presley |
| 28. Juni | Bericht        |         |                     | Odsal Stadium, Bradford Zuschauer: 12.024 Schiedsrichter: Steve Presley |

| 28. Juni | Castleford Tigers | 4 : 34 | Wigan Warriors | Wheldon Road, Castleford Zuschauer: 6.734 Schiedsrichter: Stuart Cummings |
| 28. Juni | Bericht           |        |                | Wheldon Road, Castleford Zuschauer: 6.734 Schiedsrichter: Stuart Cummings |

| 28. Juni | Hull Sharks | 20 : 35 | Sheffield Eagles | The Boulevard, Hull Zuschauer: 5.020 Schiedsrichter: John Connolly |
| 28. Juni | Bericht     |         |                  | The Boulevard, Hull Zuschauer: 5.020 Schiedsrichter: John Connolly |

| 28. Juni | St Helens | 48 : 12 | Salford Reds | Knowsley Road, St Helens Zuschauer: 6.130 Schiedsrichter: Colin Morris |
| 28. Juni | Bericht   |         |              | Knowsley Road, St Helens Zuschauer: 6.130 Schiedsrichter: Colin Morris |

| 28. Juni | Warrington Wolves | 14 : 27 | Leeds Rhinos | Wilderspool Stadium, Warrington Zuschauer: 5.334 Schiedsrichter: Russell Smith |
| 28. Juni | Bericht           |         |              | Wilderspool Stadium, Warrington Zuschauer: 5.334 Schiedsrichter: Russell Smith |

## Runde 13
| 3. Juli | Leeds Rhinos | 22 : 33 | Bradford Bulls | Headingley Carnegie Stadium, Leeds Zuschauer: 16.824 Schiedsrichter: Stuart Cummings |
| 3. Juli | Bericht      |         |                | Headingley Carnegie Stadium, Leeds Zuschauer: 16.824 Schiedsrichter: Stuart Cummings |

| 3. Juli | Sheffield Eagles | 22 : 16 | Castleford Tigers | Don Valley Stadium, Sheffield Zuschauer: 3.000 Schiedsrichter: Karl Kirkpatrick |
| 3. Juli | Bericht          |         |                   | Don Valley Stadium, Sheffield Zuschauer: 3.000 Schiedsrichter: Karl Kirkpatrick |

| 5. Juli | Huddersfield Giants | 6 : 48 | Halifax Blue Sox | Alfred McAlpine Stadium, Huddersfield Zuschauer: 5.091 Schiedsrichter: Steve Ganson |
| 5. Juli | Bericht             |        |                  | Alfred McAlpine Stadium, Huddersfield Zuschauer: 5.091 Schiedsrichter: Steve Ganson |

| 5. Juli | London Broncos | 38 : 6 | Hull Sharks | The Stoop, London Zuschauer: 4.000 Schiedsrichter: Colin Morris |
| 5. Juli | Bericht        |        |             | The Stoop, London Zuschauer: 4.000 Schiedsrichter: Colin Morris |

| 5. Juli | Salford Reds | 14 : 25 | Warrington Wolves | The Willows, Salford Zuschauer: 4.538 Schiedsrichter: Steve Presley |
| 5. Juli | Bericht      |         |                   | The Willows, Salford Zuschauer: 4.538 Schiedsrichter: Steve Presley |

| 5. Juli | Wigan Warriors | 38 : 14 | St Helens | Central Park, Wigan Zuschauer: 12.461 Schiedsrichter: Russell Smith |
| 5. Juli | Bericht        |         |           | Central Park, Wigan Zuschauer: 12.461 Schiedsrichter: Russell Smith |

## Runde 14
| 10. Juli | Leeds Rhinos | 34 : 16 | Salford Reds | Gateshead International Stadium, Gateshead Zuschauer: 4.122 Schiedsrichter: Robert Connolly |
| 10. Juli | Bericht      |         |              | Gateshead International Stadium, Gateshead Zuschauer: 4.122 Schiedsrichter: Robert Connolly |

| 17. Juli | Halifax Blue Sox | 32 : 10 | Sheffield Eagles | Sixfields Stadium, Northampton Zuschauer: 3.087 Schiedsrichter: Russell Smith |
| 17. Juli | Bericht          |         |                  | Sixfields Stadium, Northampton Zuschauer: 3.087 Schiedsrichter: Russell Smith |

| 18. Juli | Bradford Bulls | 8 : 22 | London Broncos | Tynecastle Stadium, Edinburgh Zuschauer: 6.863 Schiedsrichter: Steve Presley |
| 18. Juli | Bericht        |        |                | Tynecastle Stadium, Edinburgh Zuschauer: 6.863 Schiedsrichter: Steve Presley |

| 24. Juli | Hull Sharks | 21 : 10 | Huddersfield Giants | Gateshead International Stadium, Gateshead Zuschauer: 4.306 Schiedsrichter: Karl Kirkpatrick |
| 24. Juli | Bericht     |         |                     | Gateshead International Stadium, Gateshead Zuschauer: 4.306 Schiedsrichter: Karl Kirkpatrick |

| 25. Juli | Warrington Wolves | 16 : 23 | Castleford Tigers | Cardiff Arms Park, Cardiff Zuschauer: 4.431 Schiedsrichter: Steve Ganson |
| 25. Juli | Bericht           |         |                   | Cardiff Arms Park, Cardiff Zuschauer: 4.431 Schiedsrichter: Steve Ganson |

| 26. Juli | St Helens | 2 : 36 | Wigan Warriors | Vetch Field, Swansea Zuschauer: 8.572 Schiedsrichter: Stuart Cummings |
| 26. Juli | Bericht   |        |                | Vetch Field, Swansea Zuschauer: 8.572 Schiedsrichter: Stuart Cummings |

## Runde 15
| 31. Juli | Halifax Blue Sox | 14 : 20 | Wigan Warriors | The Shay, Halifax Zuschauer: 6.522 Schiedsrichter: Steve Ganson |
| 31. Juli | Bericht          |         |                | The Shay, Halifax Zuschauer: 6.522 Schiedsrichter: Steve Ganson |

| 2. August | Bradford Bulls | 18 : 38 | Sheffield Eagles | Odsal Stadium, Bradford Zuschauer: 11.493 Schiedsrichter: Karl Kirkpatrick |
| 2. August | Bericht        |         |                  | Odsal Stadium, Bradford Zuschauer: 11.493 Schiedsrichter: Karl Kirkpatrick |

| 2. August | Castleford Tigers | 22 : 16 | Leeds Rhinos | Wheldon Road, Castleford Zuschauer: 8.406 Schiedsrichter: Stuart Cummings |
| 2. August | Bericht           |         |              | Wheldon Road, Castleford Zuschauer: 8.406 Schiedsrichter: Stuart Cummings |

| 2. August | Hull Sharks | 32 : 0 | Salford Reds | The Boulevard, Hull Zuschauer: 4.593 Schiedsrichter: John Connolly |
| 2. August | Bericht     |        |              | The Boulevard, Hull Zuschauer: 4.593 Schiedsrichter: John Connolly |

| 2. August | St Helens | 68 : 18 | Huddersfield Giants | Knowsley Road, St Helens Zuschauer: 4.227 Schiedsrichter: Russell Smith |
| 2. August | Bericht   |         |                     | Knowsley Road, St Helens Zuschauer: 4.227 Schiedsrichter: Russell Smith |

| 2. August | Warrington Wolves | 14 : 23 | London Broncos | Wilderspool Stadium, Warrington Zuschauer: 3.476 Schiedsrichter: Robert Connolly |
| 2. August | Bericht           |         |                | Wilderspool Stadium, Warrington Zuschauer: 3.476 Schiedsrichter: Robert Connolly |

## Runde 16
| 7. August | London Broncos | 15 : 18 | Wigan Warriors | The Stoop, London Zuschauer: 7.963 Schiedsrichter: Stuart Cummings |
| 7. August | Bericht        |         |                | The Stoop, London Zuschauer: 7.963 Schiedsrichter: Stuart Cummings |

| 7. August | Sheffield Eagles | 56 : 10 | Huddersfield Giants | Don Valley Stadium, Sheffield Zuschauer: 3.000 Schiedsrichter: Steve Presley |
| 7. August | Bericht          |         |                     | Don Valley Stadium, Sheffield Zuschauer: 3.000 Schiedsrichter: Steve Presley |

| 9. August | Bradford Bulls | 38 : 18 | Hull Sharks | Odsal Stadium, Bradford Zuschauer: 11.294 Schiedsrichter: Steve Ganson |
| 9. August | Bericht        |         |             | Odsal Stadium, Bradford Zuschauer: 11.294 Schiedsrichter: Steve Ganson |

| 9. August | Castleford Tigers | 16 : 36 | Halifax Blue Sox | Wheldon Road, Castleford Zuschauer: 6.820 Schiedsrichter: John Connolly |
| 9. August | Bericht           |         |                  | Wheldon Road, Castleford Zuschauer: 6.820 Schiedsrichter: John Connolly |

| 9. August | Salford Reds | 6 : 40 | Leeds Rhinos | The Willows, Salford Zuschauer: 4.043 Schiedsrichter: Karl Kirkpatrick |
| 9. August | Bericht      |        |              | The Willows, Salford Zuschauer: 4.043 Schiedsrichter: Karl Kirkpatrick |

| 9. August | Warrington Wolves | 18 : 48 | St Helens | Wilderspool Stadium, Warrington Zuschauer: 4.538 Schiedsrichter: Russell Smith |
| 9. August | Bericht           |         |           | Wilderspool Stadium, Warrington Zuschauer: 4.538 Schiedsrichter: Russell Smith |

## Runde 17
| 14. August | Leeds Rhinos | 34 : 12 | London Broncos | Headingley Carnegie Stadium, Leeds Zuschauer: 8.509 Schiedsrichter: Russell Smith |
| 14. August | Bericht      |         |                | Headingley Carnegie Stadium, Leeds Zuschauer: 8.509 Schiedsrichter: Russell Smith |

| 16. August | Halifax Blue Sox | 46 : 16 | Warrington Wolves | The Shay, Halifax Zuschauer: 4.984 Schiedsrichter: Steve Presley |
| 16. August | Bericht          |         |                   | The Shay, Halifax Zuschauer: 4.984 Schiedsrichter: Steve Presley |

| 16. August | Huddersfield Giants | 12 : 16 | Salford Reds | Alfred McAlpine Stadium, Huddersfield Zuschauer: 2.932 Schiedsrichter: John Connolly |
| 16. August | Bericht             |         |              | Alfred McAlpine Stadium, Huddersfield Zuschauer: 2.932 Schiedsrichter: John Connolly |

| 16. August | Hull Sharks | 18 : 6 | Castleford Tigers | The Boulevard, Hull Zuschauer: 5.144 Schiedsrichter: Karl Kirkpatrick |
| 16. August | Bericht     |        |                   | The Boulevard, Hull Zuschauer: 5.144 Schiedsrichter: Karl Kirkpatrick |

| 16. August | St Helens | 33 : 25 | Bradford Bulls | Knowsley Road, St Helens Zuschauer: 6.955 Schiedsrichter: Stuart Cummings |
| 16. August | Bericht   |         |                | Knowsley Road, St Helens Zuschauer: 6.955 Schiedsrichter: Stuart Cummings |

| 16. August | Wigan Warriors | 44 : 6 | Sheffield Eagles | Central Park, Wigan Zuschauer: 10.175 Schiedsrichter: Steve Ganson |
| 16. August | Bericht        |        |                  | Central Park, Wigan Zuschauer: 10.175 Schiedsrichter: Steve Ganson |

## Runde 18
| 21. August | Sheffield Eagles | 18 : 18 | Salford Reds | Don Valley Stadium, Sheffield Zuschauer: 2.800 Schiedsrichter: Steve Nicholson |
| 21. August | Bericht          |         |              | Don Valley Stadium, Sheffield Zuschauer: 2.800 Schiedsrichter: Steve Nicholson |

| 21. August | Wigan Warriors | 8 : 15 | Leeds Rhinos | Central Park, Wigan Zuschauer: 12.786 Schiedsrichter: Stuart Cummings |
| 21. August | Bericht        |        |              | Central Park, Wigan Zuschauer: 12.786 Schiedsrichter: Stuart Cummings |

| 22. August | Castleford Tigers | 50 : 24 | Warrington Wolves | Wheldon Road, Castleford Zuschauer: 4.130 Schiedsrichter: Robert Connolly |
| 22. August | Bericht           |         |                   | Wheldon Road, Castleford Zuschauer: 4.130 Schiedsrichter: Robert Connolly |

| 23. August | Halifax Blue Sox | 25 : 12 | Bradford Bulls | The Shay, Halifax Zuschauer: 7.566 Schiedsrichter: John Connolly |
| 23. August | Bericht          |         |                | The Shay, Halifax Zuschauer: 7.566 Schiedsrichter: John Connolly |

| 23. August | Hull Sharks | 6 : 20 | St Helens | The Boulevard, Hull Zuschauer: 5.616 Schiedsrichter: Russell Smith |
| 23. August | Bericht     |        |           | The Boulevard, Hull Zuschauer: 5.616 Schiedsrichter: Russell Smith |

| 23. August | London Broncos | 20 : 8 | Huddersfield Giants | The Stoop, London Zuschauer: 2.014 Schiedsrichter: Steve Presley |
| 23. August | Bericht        |        |                     | The Stoop, London Zuschauer: 2.014 Schiedsrichter: Steve Presley |

## Runde 19
| 28. August | Leeds Rhinos | 36 : 22 | Sheffield Eagles | Headingley Carnegie Stadium, Leeds Zuschauer: 9.273 Schiedsrichter: Steve Ganson |
| 28. August | Bericht      |         |                  | Headingley Carnegie Stadium, Leeds Zuschauer: 9.273 Schiedsrichter: Steve Ganson |

| 30. August | Huddersfield Giants | 14 : 38 | Wigan Warriors | Alfred McAlpine Stadium, Huddersfield Zuschauer: 5.007 Schiedsrichter: Karl Kirkpatrick |
| 30. August | Bericht             |         |                | Alfred McAlpine Stadium, Huddersfield Zuschauer: 5.007 Schiedsrichter: Karl Kirkpatrick |

| 30. August | St Helens | 36 : 6 | Halifax Blue Sox | Knowsley Road, St Helens Zuschauer: 7.762 Schiedsrichter: Robert Connolly |
| 30. August | Bericht   |        |                  | Knowsley Road, St Helens Zuschauer: 7.762 Schiedsrichter: Robert Connolly |

| 30. August | Salford Reds | 23 : 20 | London Broncos | The Willows, Salford Zuschauer: 3.681 Schiedsrichter: Russell Smith |
| 30. August | Bericht      |         |                | The Willows, Salford Zuschauer: 3.681 Schiedsrichter: Russell Smith |

| 30. August | Warrington Wolves | 24 : 10 | Hull Sharks | Wilderspool Stadium, Warrington Zuschauer: 3.301 Schiedsrichter: Steve Nicholson |
| 30. August | Bericht           |         |             | Wilderspool Stadium, Warrington Zuschauer: 3.301 Schiedsrichter: Steve Nicholson |

| 31. August | Bradford Bulls | 24 : 8 | Castleford Tigers | Odsal Stadium, Bradford Zuschauer: 10.946 Schiedsrichter: Stuart Cummings |
| 31. August | Bericht        |        |                   | Odsal Stadium, Bradford Zuschauer: 10.946 Schiedsrichter: Stuart Cummings |

## Runde 20
| 4. September | Leeds Rhinos | 37 : 18 | St Helens RLFC | Headingley Carnegie Stadium, Leeds Zuschauer: 11.380 Schiedsrichter: John Connolly |
| 4. September | Bericht      |         |                | Headingley Carnegie Stadium, Leeds Zuschauer: 11.380 Schiedsrichter: John Connolly |

| 6. September | Castleford Tigers | 30 : 12 | Salford Reds | Wheldon Road, Castleford Zuschauer: 4.865 Schiedsrichter: Robert Connolly |
| 6. September | Bericht           |         |              | Wheldon Road, Castleford Zuschauer: 4.865 Schiedsrichter: Robert Connolly |

| 6. September | Halifax Blue Sox | 33 : 16 | Sheffield Eagles | The Shay, Halifax Zuschauer: 4.628 Schiedsrichter: Stuart Cummings |
| 6. September | Bericht          |         |                  | The Shay, Halifax Zuschauer: 4.628 Schiedsrichter: Stuart Cummings |

| 6. September | London Broncos | 34 : 8 | Bradford Bulls | The Stoop, London Zuschauer: 4.562 Schiedsrichter: Russell Smith |
| 6. September | Bericht        |        |                | The Stoop, London Zuschauer: 4.562 Schiedsrichter: Russell Smith |

| 6. September | Warrington Wolves | 36 : 8 | Huddersfield Giants | Wilderspool Stadium, Warrington Zuschauer: 4.908 Schiedsrichter: Steve Presley |
| 6. September | Bericht           |        |                     | Wilderspool Stadium, Warrington Zuschauer: 4.908 Schiedsrichter: Steve Presley |

| 6. September | Wigan Warriors | 58 : 6 | Hull Sharks | Central Park, Wigan Zuschauer: 7.920 Schiedsrichter: Steve Ganson |
| 6. September | Bericht        |        |             | Central Park, Wigan Zuschauer: 7.920 Schiedsrichter: Steve Ganson |

## Runde 21
| 11. September | Hull Sharks | 24 : 44 | Halifax Blue Sox | The Boulevard, Hull Zuschauer: 3.570 Schiedsrichter: Russell Smith |
| 11. September | Bericht     |         |                  | The Boulevard, Hull Zuschauer: 3.570 Schiedsrichter: Russell Smith |

| 11. September | Sheffield Eagles | 18 : 19 | London Broncos | Don Valley Stadium, Sheffield Zuschauer: 2.500 Schiedsrichter: Stuart Cummings |
| 11. September | Bericht          |         |                | Don Valley Stadium, Sheffield Zuschauer: 2.500 Schiedsrichter: Stuart Cummings |

| 13. September | Bradford Bulls | 36 : 8 | Warrington Wolves | Odsal Stadium, Bradford Zuschauer: 10.815 Schiedsrichter: Steve Ganson |
| 13. September | Bericht        |        |                   | Odsal Stadium, Bradford Zuschauer: 10.815 Schiedsrichter: Steve Ganson |

| 13. September | Huddersfield Giants | 16 : 72 | Leeds Rhinos | Alfred McAlpine Stadium, Huddersfield Zuschauer: 5.762 Schiedsrichter: Robert Connolly |
| 13. September | Bericht             |         |              | Alfred McAlpine Stadium, Huddersfield Zuschauer: 5.762 Schiedsrichter: Robert Connolly |

| 13. September | St Helens | 32 : 32 | Castleford Tigers | Knowsley Road, St Helens Zuschauer: 5.887 Schiedsrichter: Karl Kirkpatrick |
| 13. September | Bericht   |         |                   | Knowsley Road, St Helens Zuschauer: 5.887 Schiedsrichter: Karl Kirkpatrick |

| 13. September | Salford Reds | 2 : 34 | Wigan Warriors | The Willows, Salford Zuschauer: 4.895 Schiedsrichter: Steve Presley |
| 13. September | Bericht      |        |                | The Willows, Salford Zuschauer: 4.895 Schiedsrichter: Steve Presley |

## Runde 22
| 18. September | Leeds Rhinos | 38 : 18 | Hull Sharks | Headingley Carnegie Stadium, Leeds Zuschauer: 11.174 Schiedsrichter: Karl Kirkpatrick |
| 18. September | Bericht      |         |             | Headingley Carnegie Stadium, Leeds Zuschauer: 11.174 Schiedsrichter: Karl Kirkpatrick |

| 18. September | London Broncos | 22 : 37 | St Helens | The Stoop, London Zuschauer: 4.253 Schiedsrichter: Stuart Cummings |
| 18. September | Bericht        |         |           | The Stoop, London Zuschauer: 4.253 Schiedsrichter: Stuart Cummings |

| 18. September | Sheffield Eagles | 35 : 6 | Warrington Wolves | Don Valley Stadium, Sheffield Zuschauer: 3.000 Schiedsrichter: Robert Connolly |
| 18. September | Bericht          |        |                   | Don Valley Stadium, Sheffield Zuschauer: 3.000 Schiedsrichter: Robert Connolly |

| 20. September | Huddersfield Giants | 20 : 32 | Castleford Tigers | Alfred McAlpine Stadium, Huddersfield Zuschauer: 3.791 Schiedsrichter: Steve Nicholson |
| 20. September | Bericht             |         |                   | Alfred McAlpine Stadium, Huddersfield Zuschauer: 3.791 Schiedsrichter: Steve Nicholson |

| 20. September | Salford Reds | 16 : 34 | Halifax Blue Sox | The Willows, Salford Zuschauer: 3.487 Schiedsrichter: Steve Ganson |
| 20. September | Bericht      |         |                  | The Willows, Salford Zuschauer: 3.487 Schiedsrichter: Steve Ganson |

| 20. September | Wigan Warriors | 38 : 4 | Bradford Bulls | Central Park, Wigan Zuschauer: 11.181 Schiedsrichter: Russell Smith |
| 20. September | Bericht        |        |                | Central Park, Wigan Zuschauer: 11.181 Schiedsrichter: Russell Smith |

## Runde 23
| 25. September | St Helens | 50 : 0 | Sheffield Eagles | Knowsley Road, St Helens Zuschauer: 4.609 Schiedsrichter: Robert Connolly |
| 25. September | Bericht   |        |                  | Knowsley Road, St Helens Zuschauer: 4.609 Schiedsrichter: Robert Connolly |

| 27. September | Bradford Bulls | 40 : 18 | Salford Reds | Odsal Stadium, Bradford Zuschauer: 11.102 Schiedsrichter: John Connolly |
| 27. September | Bericht        |         |              | Odsal Stadium, Bradford Zuschauer: 11.102 Schiedsrichter: John Connolly |

| 27. September | Castleford Tigers | 23 : 18 | London Broncos | Wheldon Road, Castleford Zuschauer: 5.880 Schiedsrichter: Karl Kirkpatrick |
| 27. September | Bericht           |         |                | Wheldon Road, Castleford Zuschauer: 5.880 Schiedsrichter: Karl Kirkpatrick |

| 27. September | Halifax Blue Sox | 42 : 0 | Leeds Rhinos | The Shay, Halifax Zuschauer: 5.486 Schiedsrichter: Steve Presley |
| 27. September | Bericht          |        |              | The Shay, Halifax Zuschauer: 5.486 Schiedsrichter: Steve Presley |

| 27. September | Hull Sharks | 36 : 14 | Huddersfield Giants | The Boulevard, Hull Zuschauer: 4.031 Schiedsrichter: Graham Shaw |
| 27. September | Bericht     |         |                     | The Boulevard, Hull Zuschauer: 4.031 Schiedsrichter: Graham Shaw |

| 27. September | Warrington Wolves | 24 : 30 | Wigan Warriors | Wilderspool Stadium, Warrington Zuschauer: 5.762 Schiedsrichter: Stuart Cummings |
| 27. September | Bericht           |         |                | Wilderspool Stadium, Warrington Zuschauer: 5.762 Schiedsrichter: Stuart Cummings |